# West Kennet Long Barrow

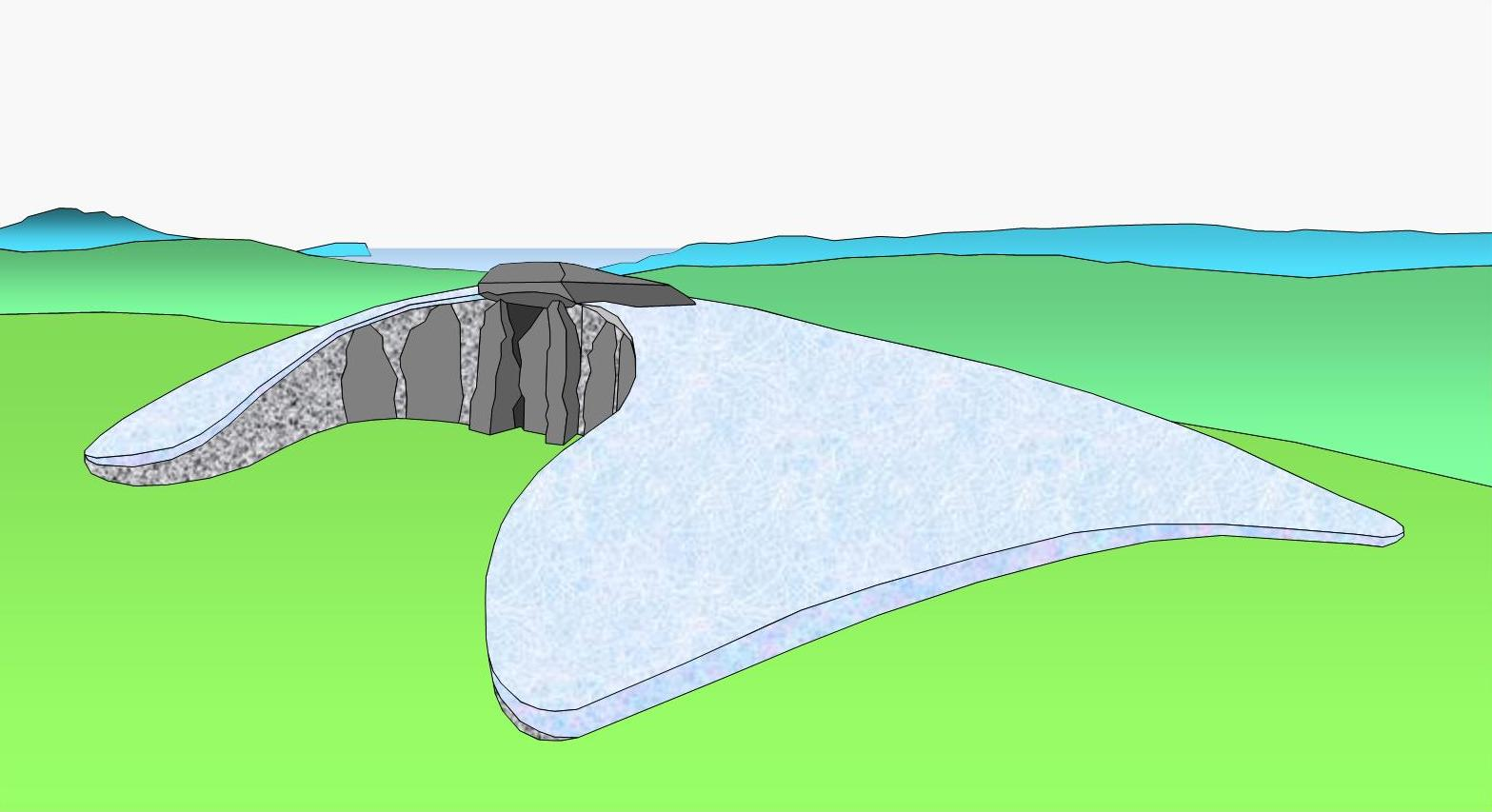
Schema Cotswold Severn Tomb. Die Exedra besteht oft aus „post and panel technique“ (Pfosten und Platten-Technik)

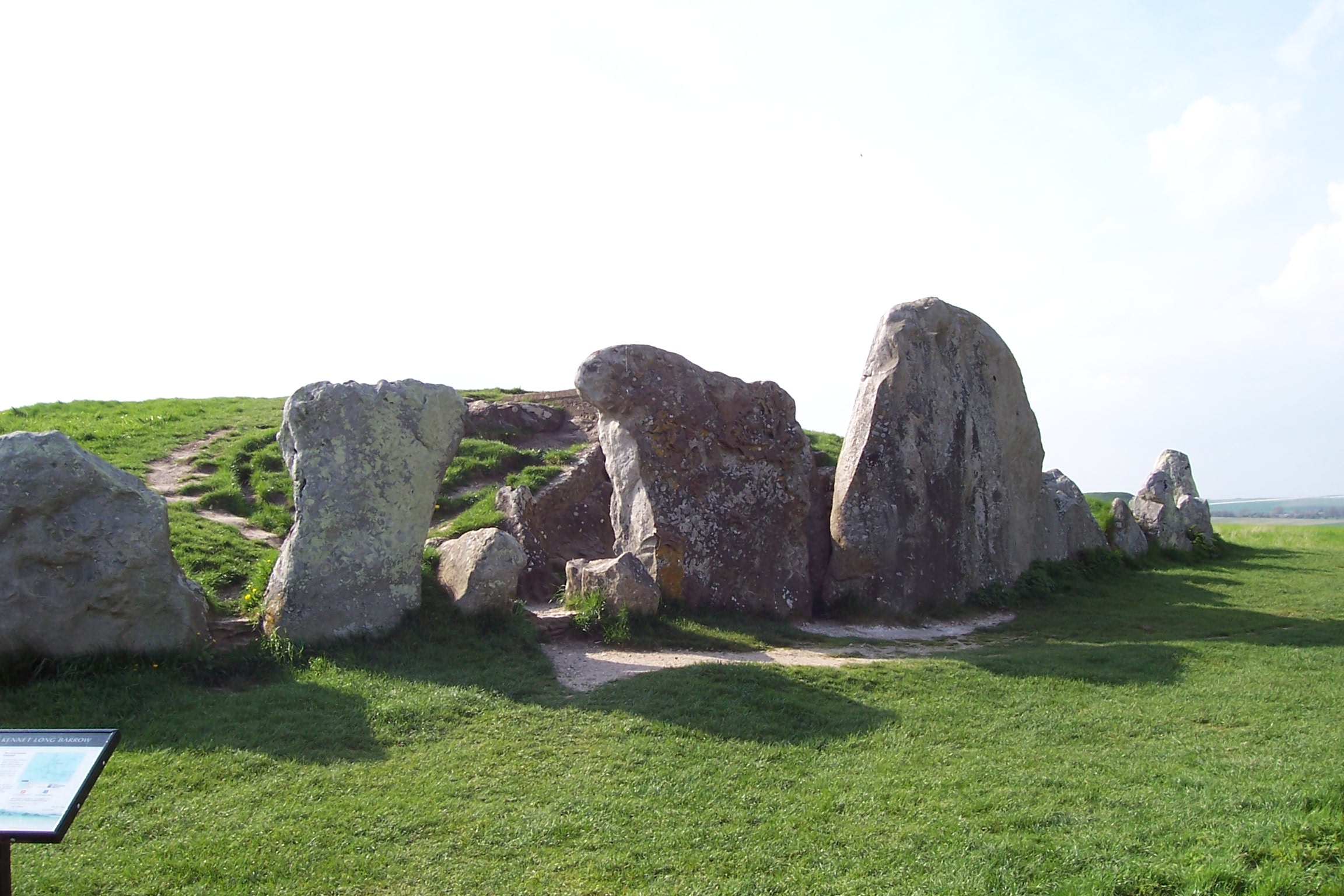
West Kennet Long Barrow – Eingang

Der West Kennet Long Barrow ist ein etwa 5500 Jahre alter neolithischer Grabhügel vom Cotswold-Severn-Typ im zur Gemeinde (parish) Avebury gehörenden Weiler (hamlet) West Kennet in Wiltshire, England. Es ist eine der größten und am besten erhaltenen Megalithanlagen dieser Art.

## Eigentümer und Fundverbleib
Das Langbett (long barrow) steht als scheduled monument bereits seit den 1880er-Jahren unter Pitt-Rivers unter staatlichem Schutz und gehört als Teil der Stonehenge, Avebury and Associated Sites zum Weltkulturerbe der UNESCO. Der West Kennet Long Barrow gehört dem English Heritage-Fund und wird vom National Trust verwaltet. Die Ausgrabungs-Funde befinden sich im Alexander Keiller Museum in Avebury, Marlborough, Wiltshire.

## Aufbau
Der trapezförmige Hügel besteht aus Kreide und ist etwa 100 m lang. Das Baumaterial wurde aus flachen Gräben an den Längsseiten des Hügels gewonnen. Eine breite Berme trennt die Umfassungsgräben vom Hügel. Die Gräben sind inzwischen wieder mit Erde verfüllt. Ein geophysikalischer Survey belegte 1992, dass der Hügel in mindestens zwei Phasen erbaut wurde, was seinen unregelmäßigen Verlauf erklärt.
Die Kammer am Kopfende im Osten wurde aus Quarzit-Findlingen (Sarsen) erbaut. Das axiale Passage tomb hat fünf Kammern. Der Vorhof ist halbrund.

## Bestattungen
Überreste von mindestens 46 Personen (Männer, Frauen und etwa ein Dutzend Kinder) wurden gefunden. Nur wenige Skelette waren vollständig, bei manchen fehlten die Schädel. Es wirkt, als seien die Knochen umsortiert und für Rituale aus dem Grab entfernt worden. Auch Brandbestattungen sind belegt. Die Zeitspanne, in der diese Stätte genutzt wurde (auch nach Ende der Bestattungen), beträgt ca. 650 Jahre. Es wurde frühneolithische Keramik (Windmill Hill Ware, heute meist Western carinated genannt), Peterborough Ware und Glockenbecher gefunden. In der Glockenbecherzeit wurde das Grab mit Erde verfüllt und der Eingang mit einer Steinreihe verschlossen. Die Untersuchung der menschlichen Überreste ergab, dass die Bestatteten häufig an Arthritis und Zahnproblemen litten.

## Grabungsgeschichte
Erste Ausgrabungen fanden in den Jahren 1678–1685 durch einen Dr. Toope aus Marlborough statt. Er störte unter anderem den südlichen Graben. John Aubrey erwähnte das Grab, William Stukeley fertigte 1723/24 erste Pläne an. Im Jahre 1859 wurde der Grabhügel von John Thurnam angegraben, er legte Teile der westlichen Grabkammer und den Gang frei. Die anderen Kammern wurden im Jahre 1955 von Stuart Piggot und Richard Atkinson freigelegt. Der Eingang wurde nach diesen Grabungen restauriert.

## Weitere Fundstellen
Fundstellen der Umgebung: Silbury Hill, Avebury Stone Circle, Windmill Hill, Overton Down, Overton Hill

## Galerie

West Kennet Long Barrow
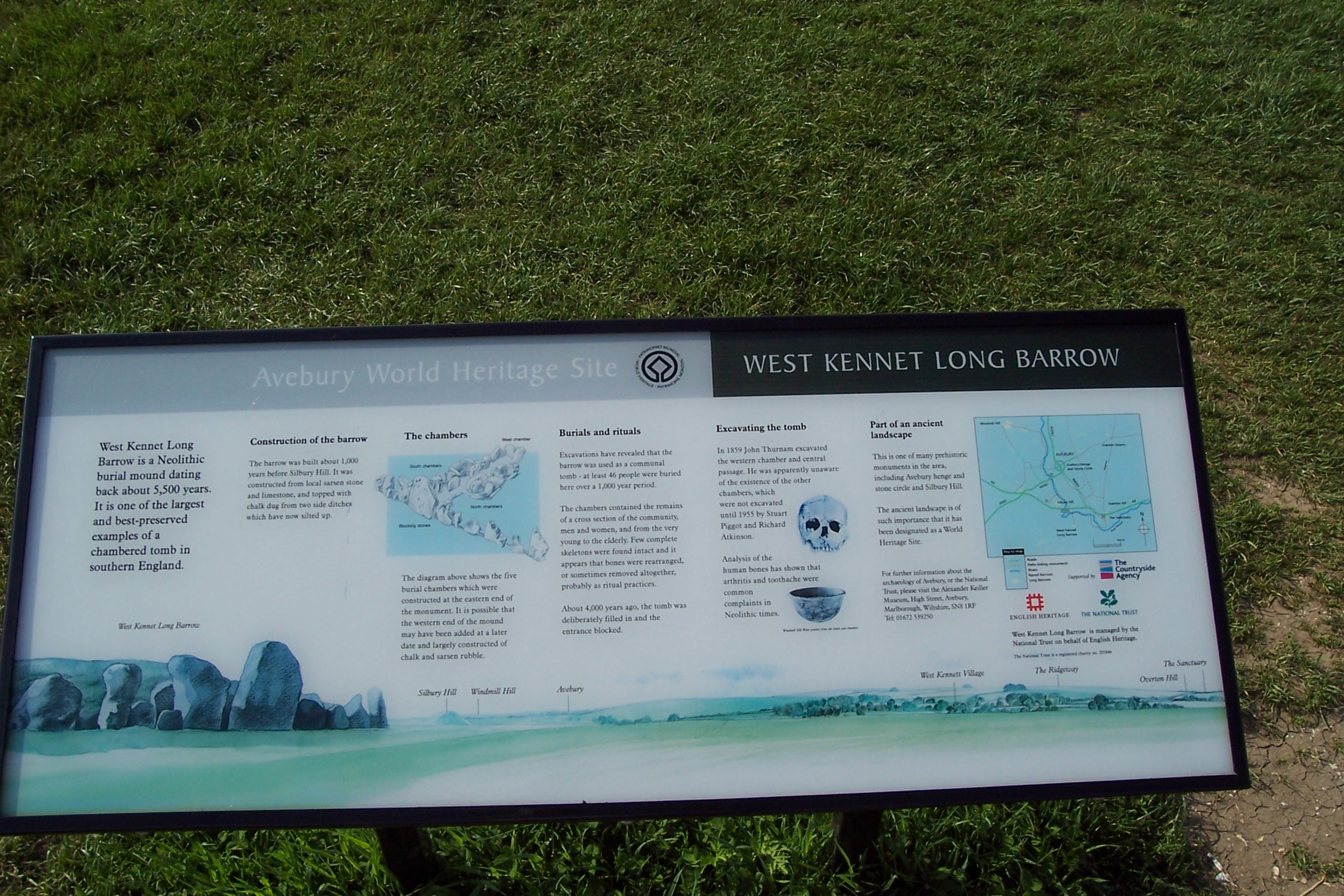
Tafel
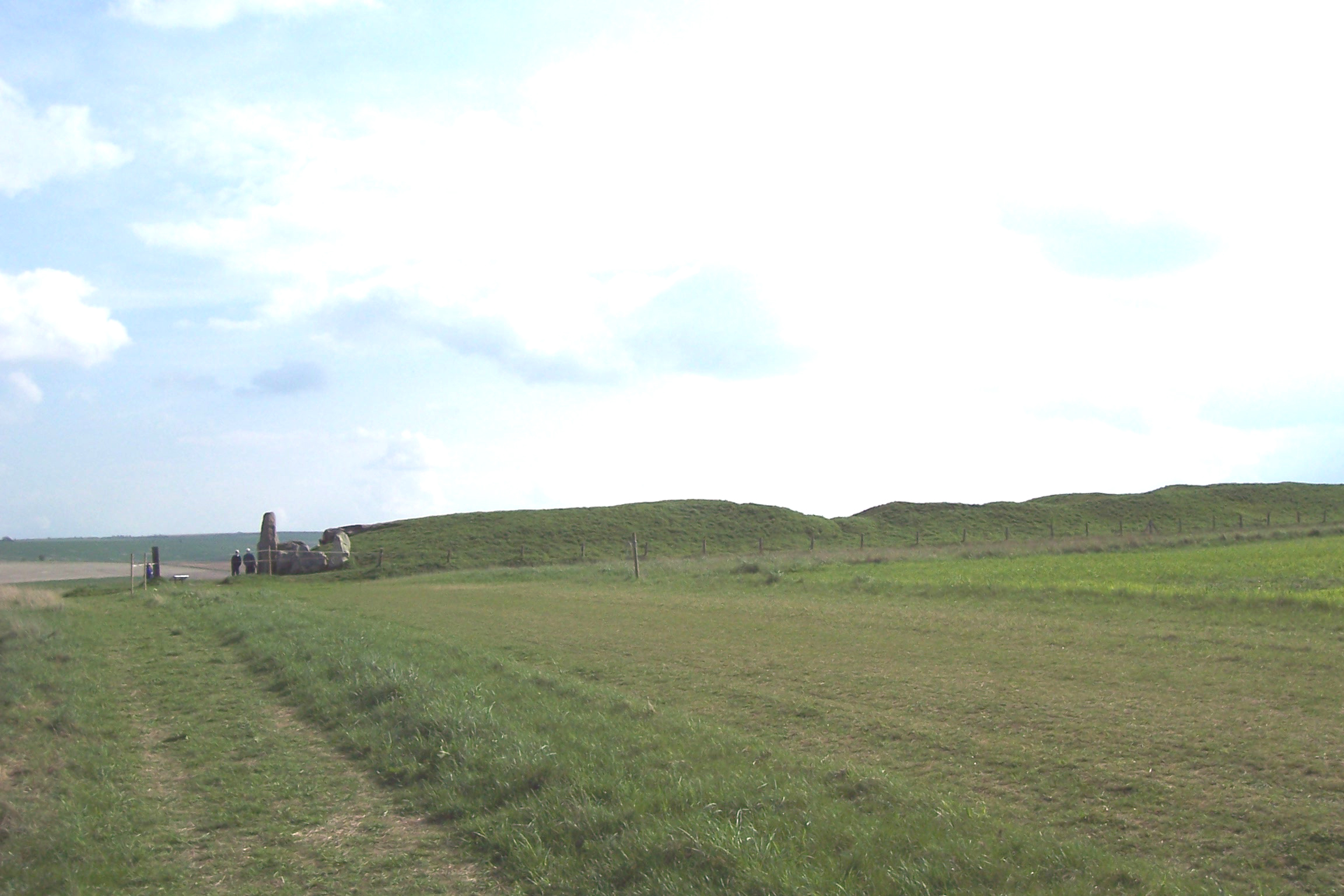
Nordansicht
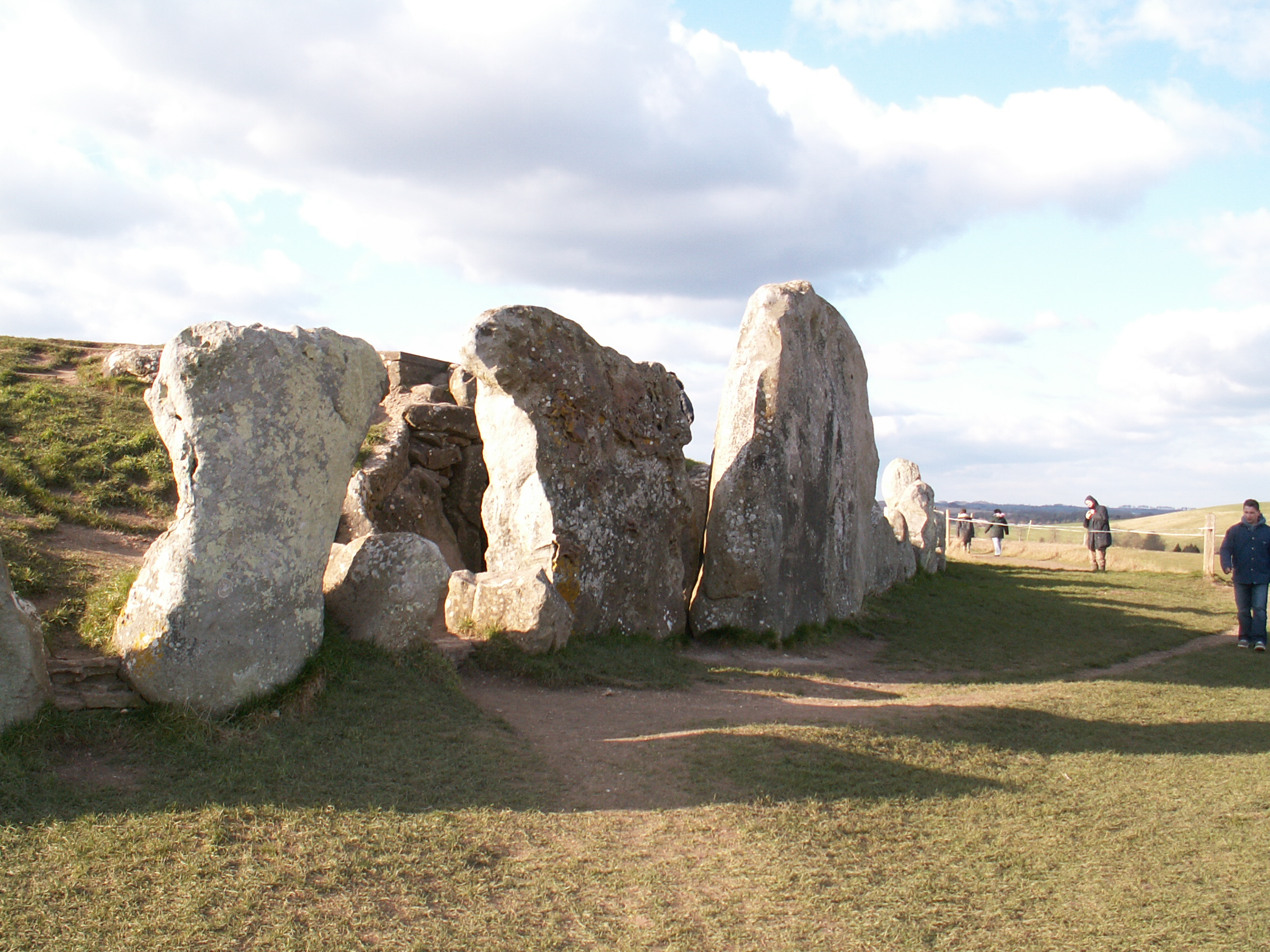
Frontseite
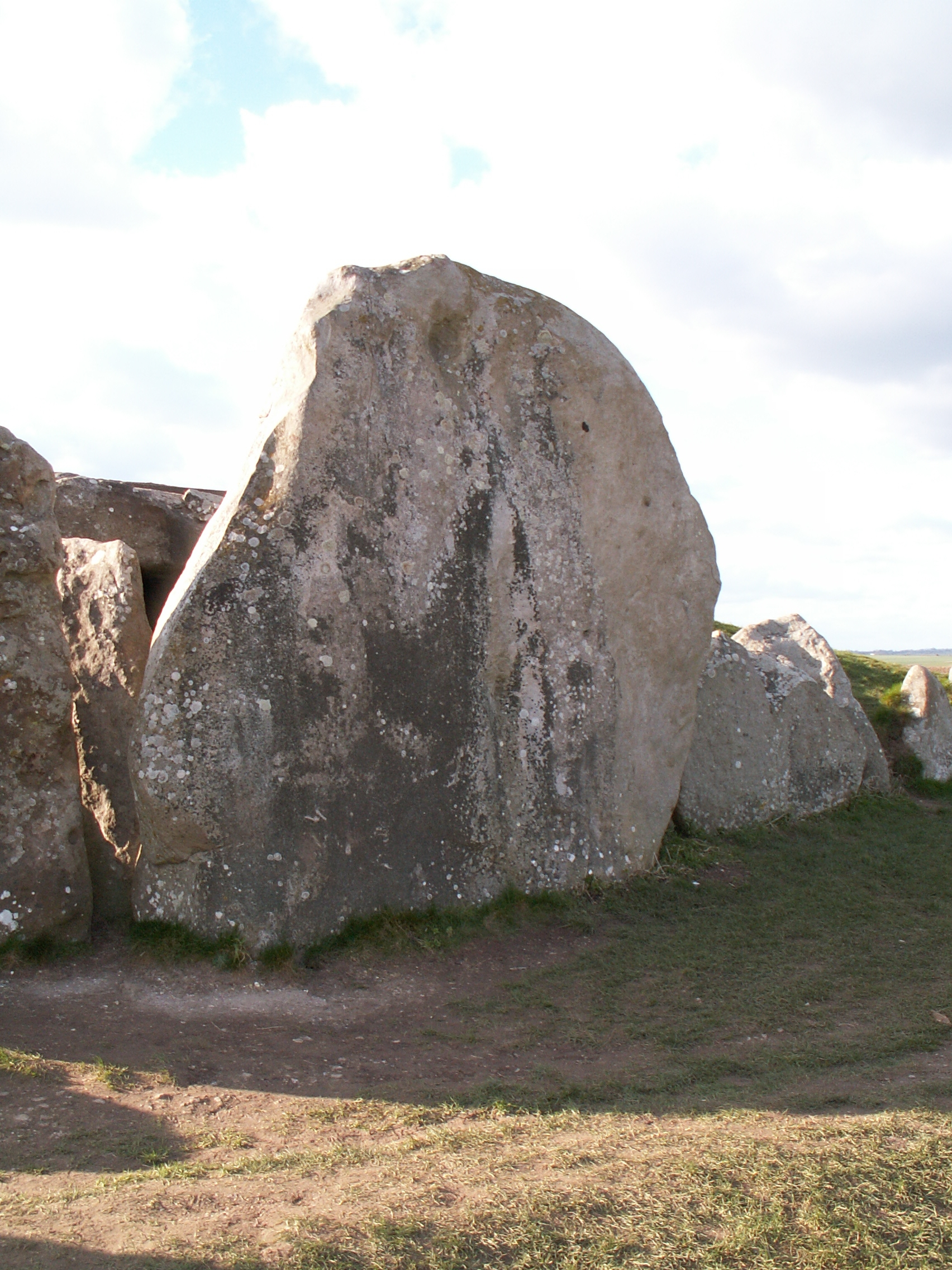
Frontstein vor dem Zugang (über 2 m hoch)
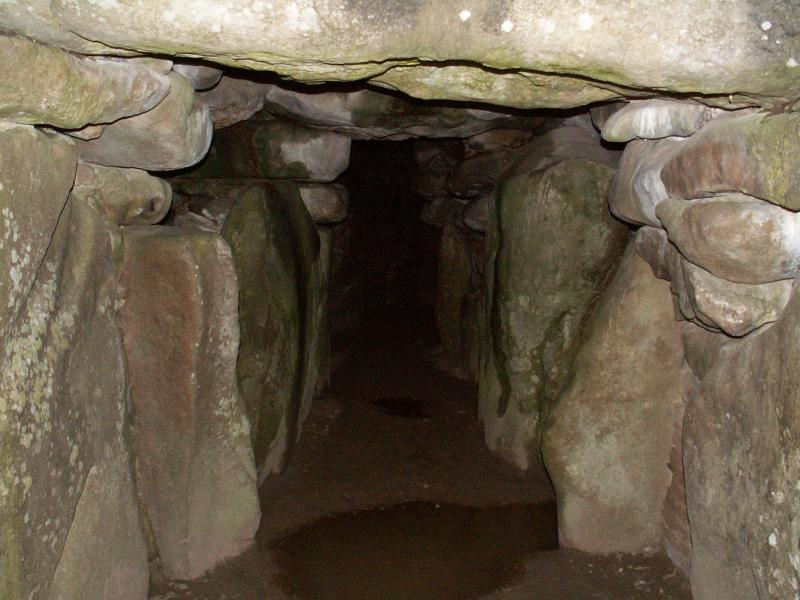
Mittelgang
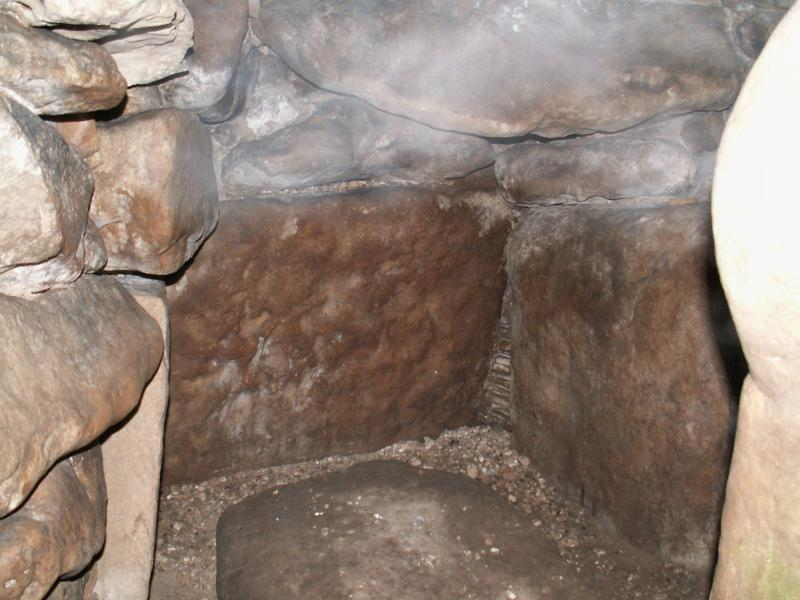
Eine der Nordkammern
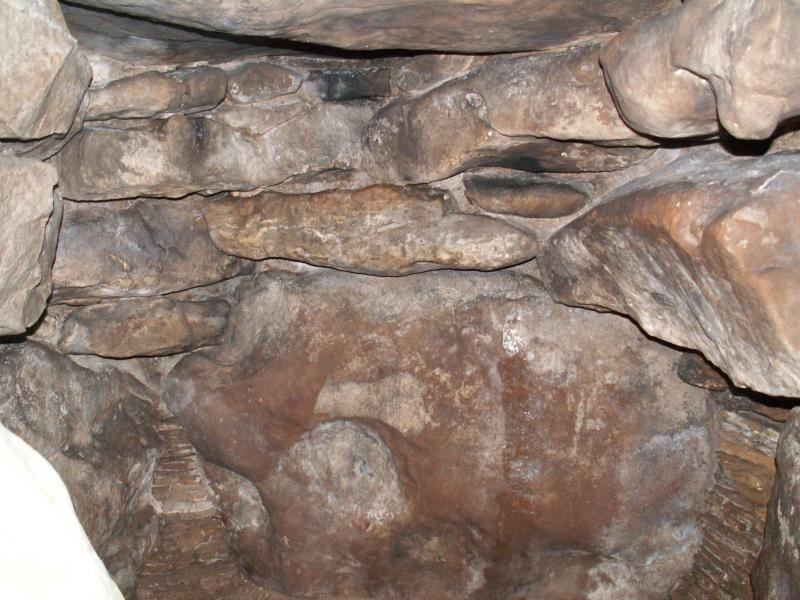
Eine der Südkammern
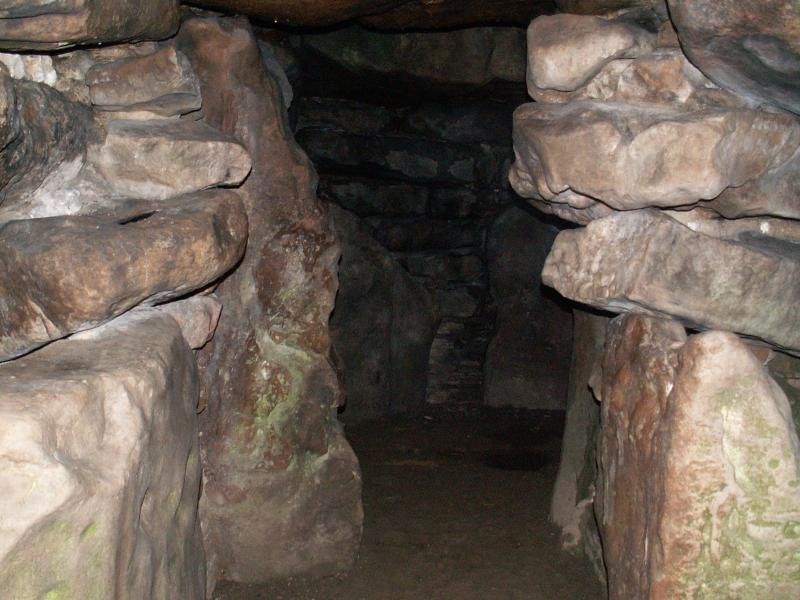
Ostkammer (nachträglicher Anbau)
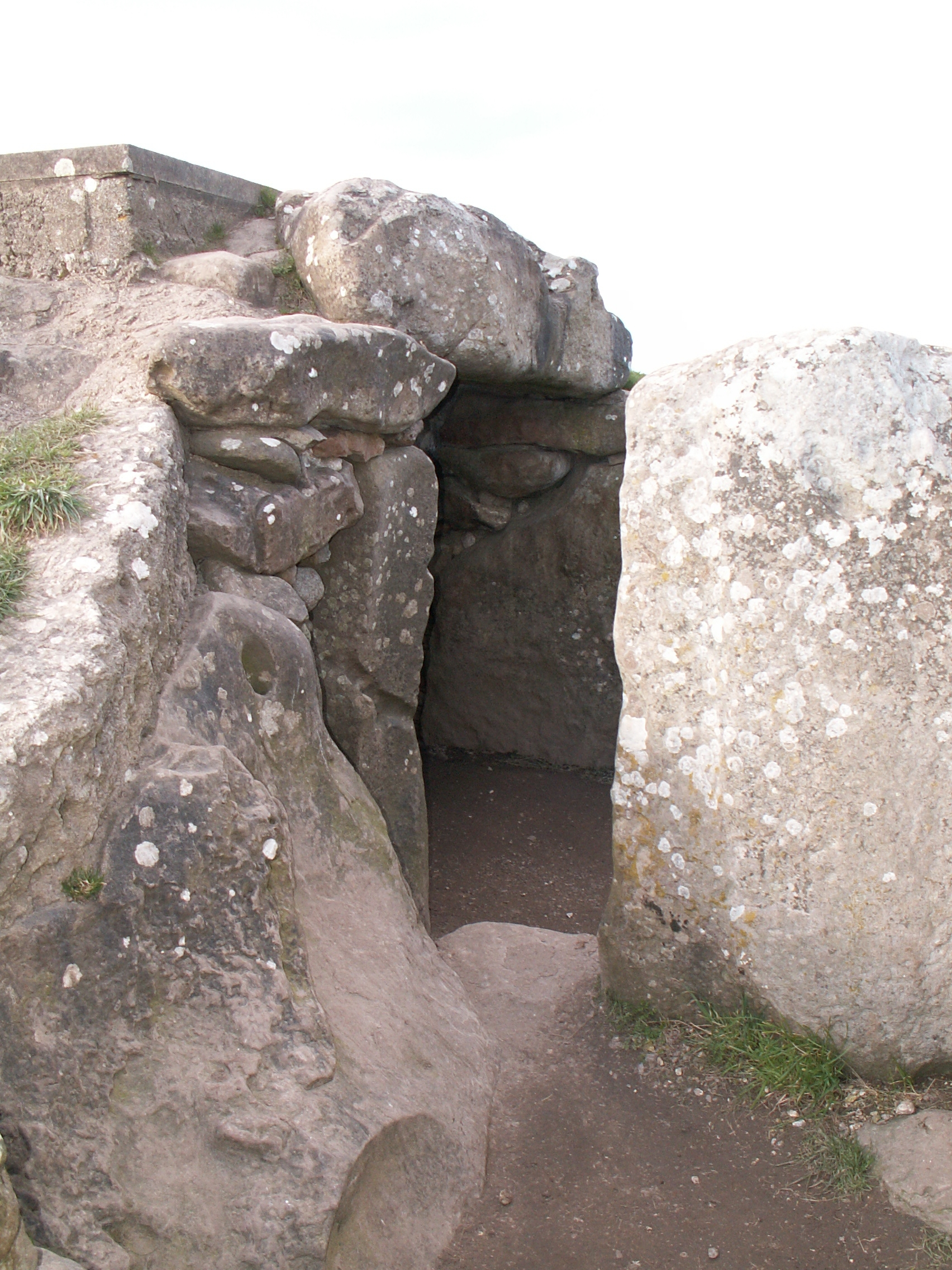
Detail des Zugangs
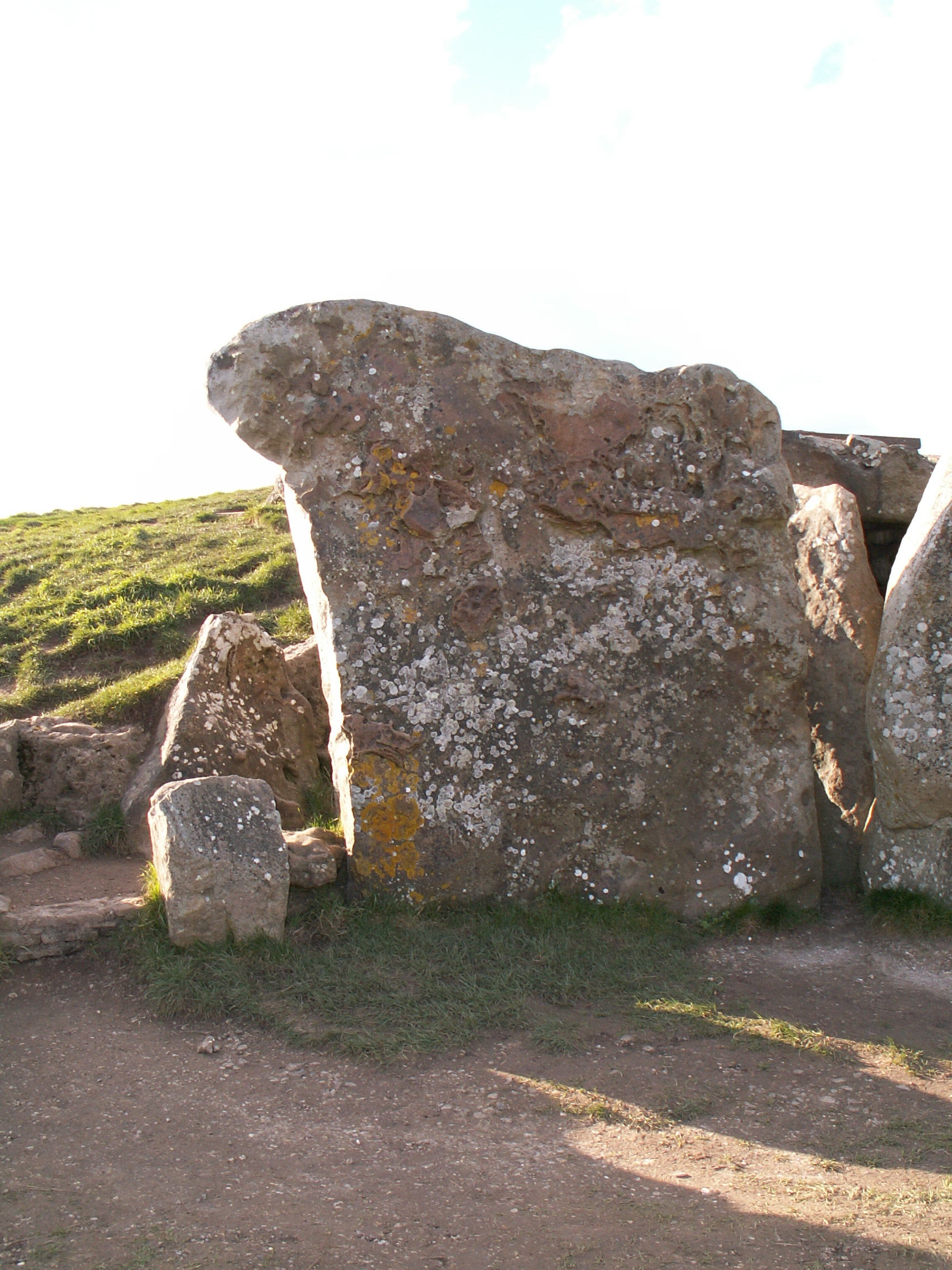
„Kleinerer“ Stein in der Reihe der Steine vor dem Zugang
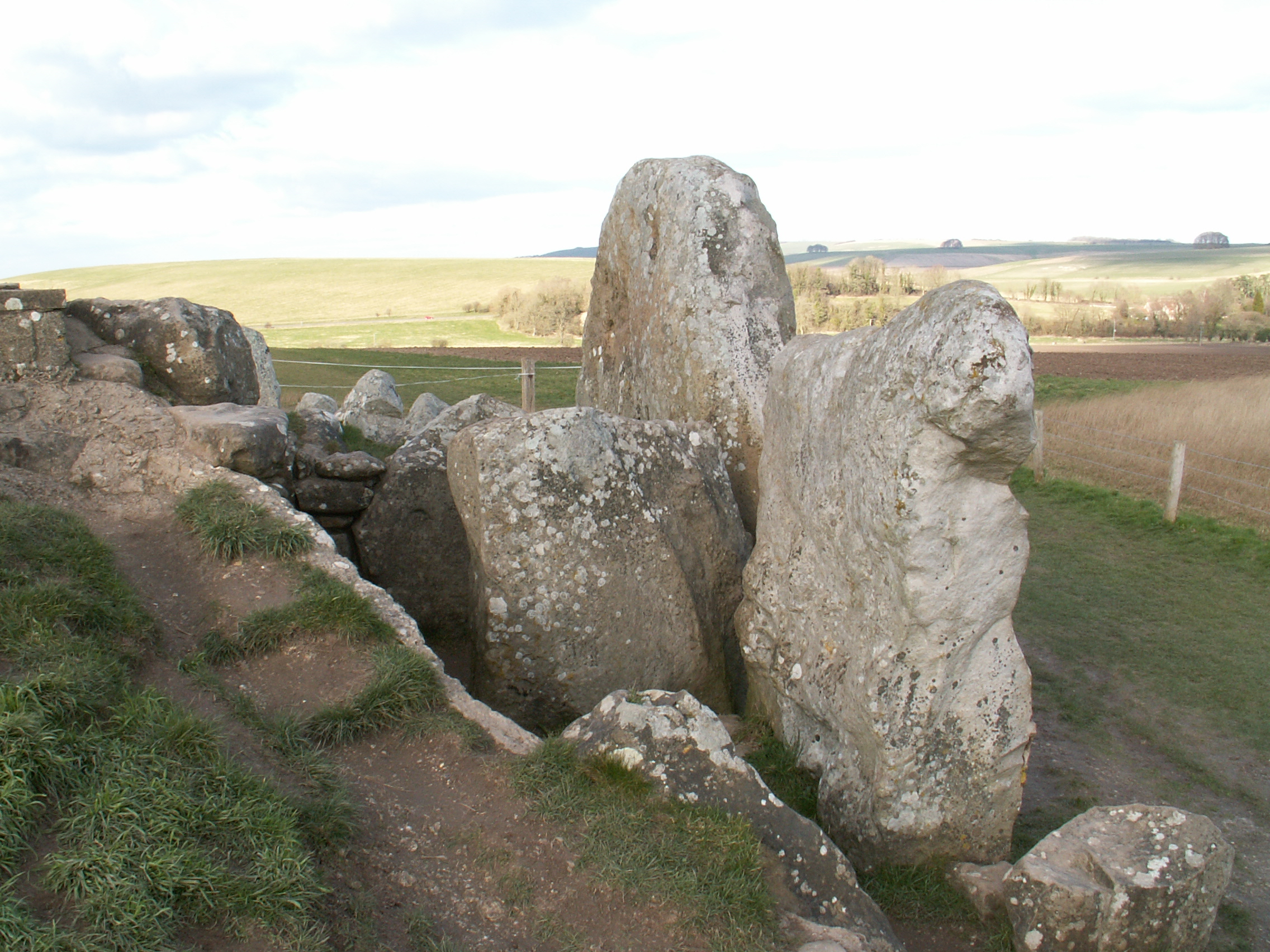
Zugang mit Frontstein
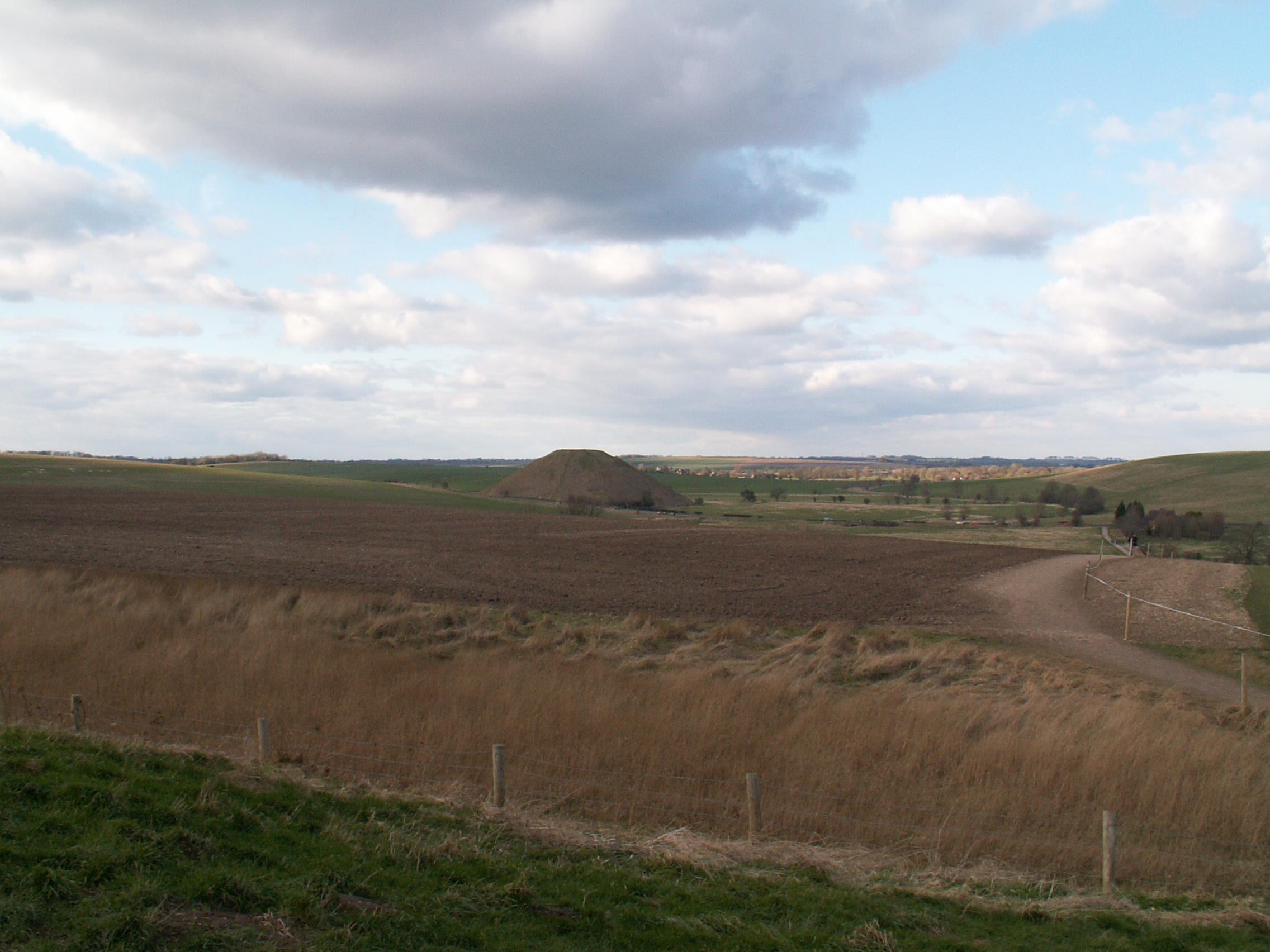
Blick von West Kennet Long Barrow auf Silbury Hill
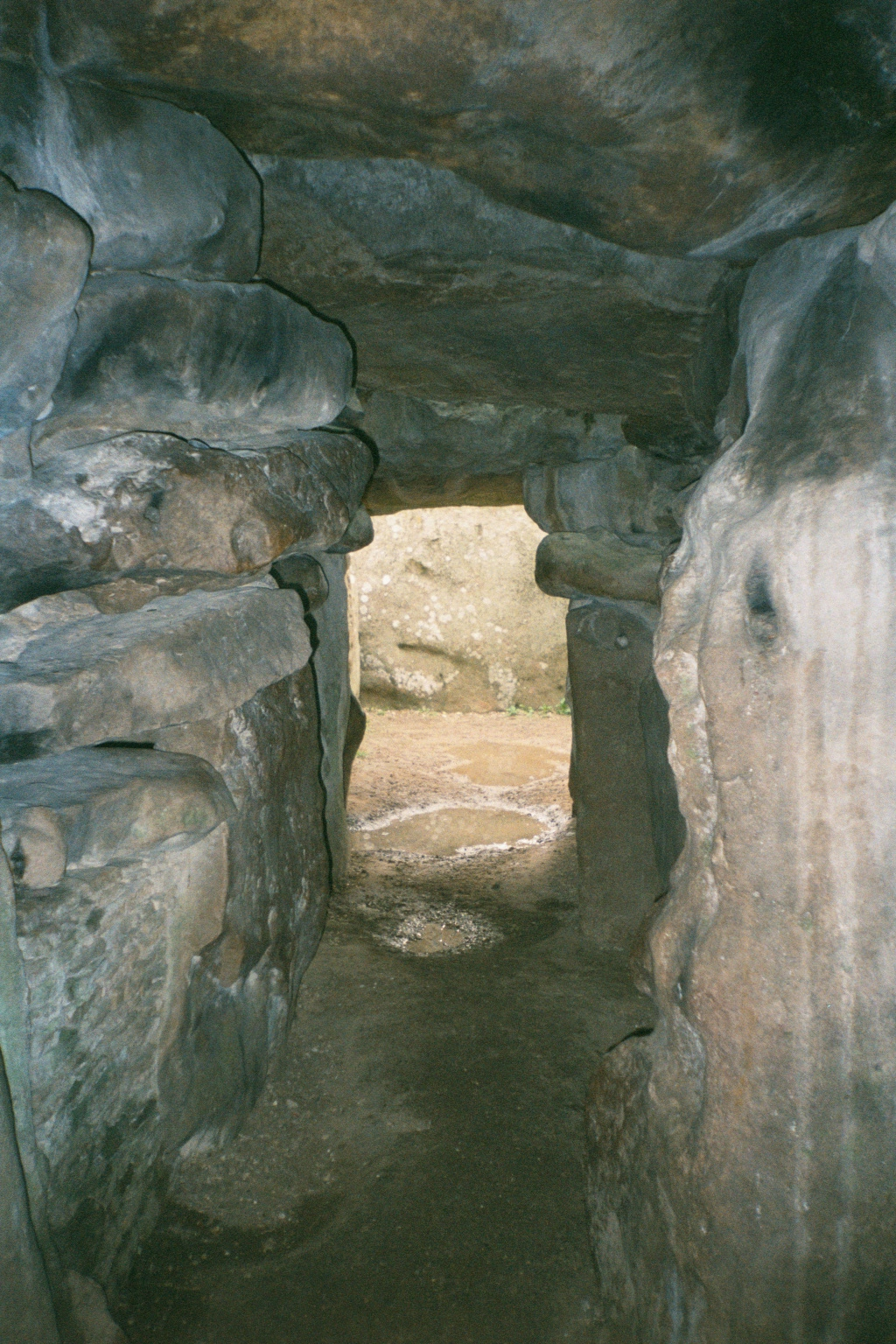
Blick nach außen
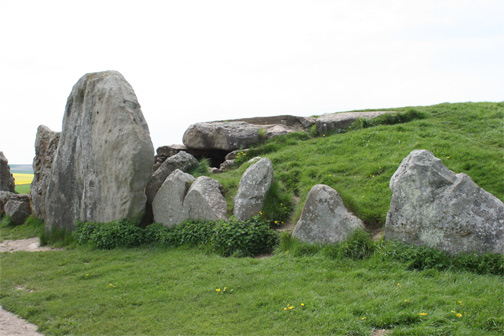
Außenansicht
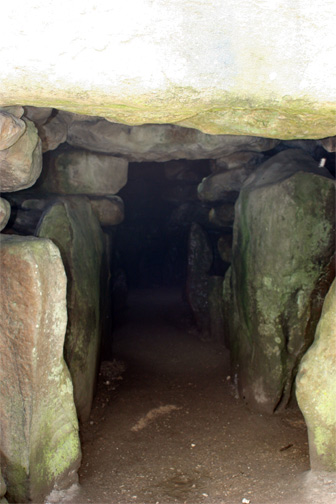
Innenansicht
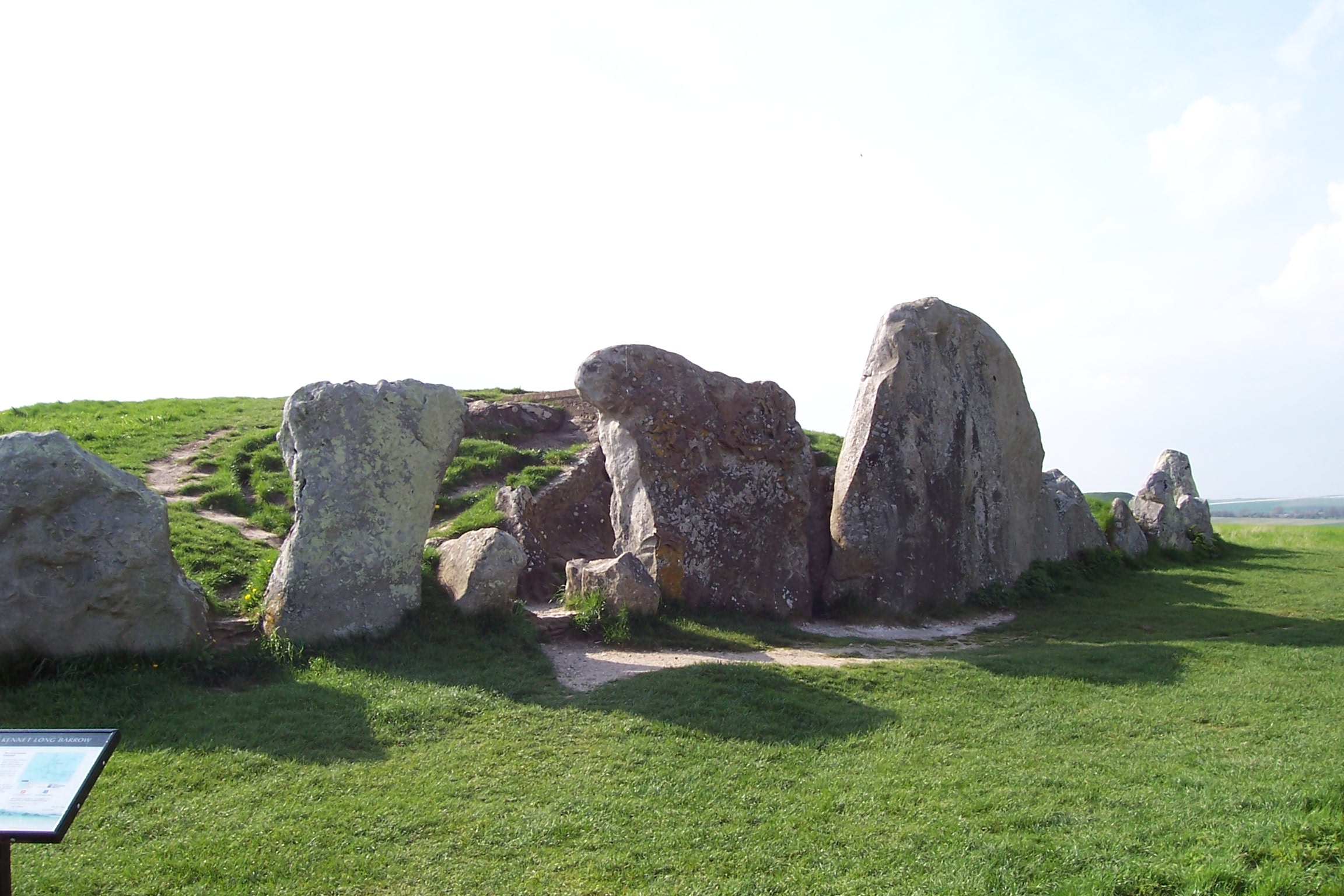
Zugang